# Mormia soeli
Mormia soeli är en tvåvingeart som beskrevs av Wagner och Andersen 2007. Mormia soeli ingår i släktet Mormia och familjen fjärilsmyggor.
Artens utbredningsområde är Tanzania. Inga underarter finns listade i Catalogue of Life.